# I-Juca-Pirama

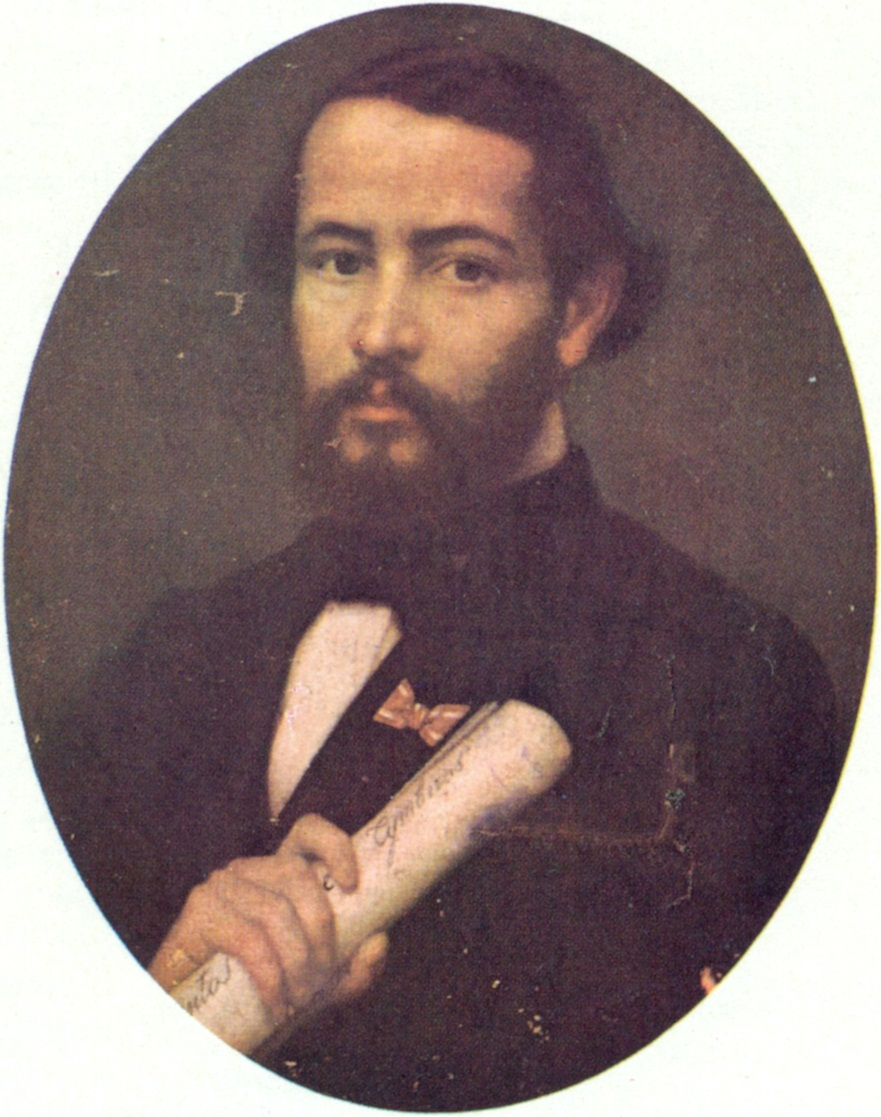
Gonçalves Dias, poeta, autor de I-Juca-Pirama

I-Juca-Pirama é um poema Indianista brasileiro escrito pelo poeta Gonçalves Dias. Publicado em 1851 nos Últimos Cantos, está escrito em versos pentassilábicos, decassilábicos e endecassilábicos, e dividido em dez cantos. É um dos mais famosos poemas Indianistas do Romantismo Brasileiro. Considerado por muitos a obra-prima do poeta maranhense, o poema possui 484 versos.

## Etimologia
I-Juca-Pirama é um termo do tupi. Gonçalves Dias grafou Y-Juca-Pyrama.
- "Y" ou "Î" é em tupi o pronome pessoal da segunda série (existem duas) que indica tanto a 3.ª pessoa do singular quanto do plural. (no tupi só há uma mesma 3.ª pessoa)[2].
- "Yuká", ou "îuká" ou "juká" é o verbo correspondente ao nosso "matar"[3]. No entanto, o verbo em tupi é ativo se o sujeito é o próprio agente[4], isto é. O verbo "yuká" quer é literalmente "fazer matar", enquanto que o verbo correspondente para "matar" (a gente) é apiti[5].
- "Pyr-ama"; para compreender "pyrama" é preciso percebermos que em tupi há vários sufixos de nomes verbais e particípios: ba'e, (s)ara, (s)aba, pyra, pora, bora, sûara, sûera, tyba. Pyra é o particípio passivo à semelhança de t-e-mi, enquanto que o ativo é ba'e, (s)ara; o "a" final de pyr-a é o sufixo substantivador. Assim o-îuká-ba'e é "o que mata"[6]. Os substantivos tupis entretanto tem futuro e passado e formam-se com as partículas rama e pûera[7]. Assim sendo, o passado de i-îuká-pyr-ama é i-îuká-pyr-ûera. Acontece que se tem n ou r, no futuro se junta ama; no passado, aqueles que têm r, faz-se era e às vezes ûera[8]. Sendo assim temos i-îuká-pyr-ama ao invés de i-îuká pyra-rama.

Barbora e Navarro traduzem i-îuká-Pyr-ama, apenas por "O que será morto". Em termos gerais, pode também significar aquele que deve ser morto.

## Enredo
O poema relata a história de um guerreiro tupi sobrevivente e fugitivo da destruição na costa que cai aprisionado por uma tribo antropófaga dos Timbiras e que deve ser sacrificado conforme o rito. Antes dos sacrifícios o chefe Timbira propõe que aquele que vai ser morto deve cantar as suas façanhas para que os bravos Timbiras tenham maior gosto em sacrificá-lo; e assim inicia o seu canto:
Meu canto de morte,

guerreiros, ouvi:

Sou filho das selvas,

nas selvas cresci,

Guerreiros, descendo

Da tribo Tupi. (112-117)
Entretanto, a cena que se segue é um pedido de clemência em virtude de ser o último sobrevivente da sua tribo e ter ainda a responsabilidade de cuidar do velho pai, velho e cego. Depois do seu canto os Timbiras não querem mais sacrificá-lo e então o jovem parte triste com à recusa, entretanto quando chega junto do velho pai, este percebe que o filho está com cheiro da tinta com que este está ungido para efeitos de sacrifício, então ambos travam uma conversa porque o velho pai, interessado na bravura do filho, quer saber como fugiu à massa. Quando descobre que o filho não terminou o ritual nem tampouco matou os seus agressores decide que devem ir à tribo terminar o ritual.
Entretanto, ao chegarem na tribo Timbira o velho tupi descobre o engodo, que o filho em verdade havia chorado em presença da morte e então o pai amaldiçoa o filho:
Tu choraste em presença da morte?

Na presença de estranhos choraste?

Não descende o covarde do forte:

Pois choraste, meu filho não és. (370-374).
O pai pragueja uma sequencia de desgraças para o filho, que manchara a honra e o nome na raça tupi. O filho, não podendo suportar o ódio do pai, se enche de valentia e num súbito ato, declara ataque a toda a tribo Timbira. O cego reconhece o brado do filho, e ouvindo os barulhos da que se formou entendeu que o filho lutava com bravura. A confusão acabou quando o chefe Timbira gritou:
"— Basta, guerreiro ilustre! Assaz lutaste, — E para o sacrifício é mister forças. — " (451-452).
Ouvindo isso, o velho tupi caiu em choro copioso. Choro de alegria.
O caso virou história contada nas noites por um velho Timbira.

## Adaptações
Peça de teatro
Em 1869, José Bernardino dos Santos publicou a peça Quadros da vida selvagem – Y-Juca Pirama, poesia de A. Gonçalves Dias.
Histórias em quadrinhos
Em 2012, a editora Peirópolis publicou uma quadrinização, escrita e desenhada por Laerte Silvino.